# Nermin Štitkovac
Nermin Štitkovac (* 9. September 2000) ist ein bosnischer Leichtathlet, der im Kugelstoßen und im Diskuswurf an den Start geht.

## Sportliche Laufbahn
Erste internationale Erfahrungen sammelte Nermin Štitkovac im Jahr 2015, als er bei den Jugend-Balkan-Meisterschaften in Sremska Mitrovica mit einer Weite von 47,72 m den fünften Platz im Diskuswurf belegte. Im Jahr darauf gewann er bei den U18-Balkan-Meisterschaften in Kruševac mit 55,87 m die Silbermedaille mit dem 1,5-kg-Diskus und belegte im Kugelstoßen mit 16,46 m den fünften Platz. Anschließend belegte er bei den erstmals ausgetragenen Jugendeuropameisterschaften in Tiflis mit 58,34 m den vierten Platz. 2017 wurde er bei den U20-Balkan-Hallenmeisterschaften in Istanbul mit 15,81 m Zehnter im Kugelstoßen und Im Juni gewann er dann bei den U18-Balkan-Meisterschaften ebendort mit 18,27 m die Bronzemedaille im Kugelstoßen und mit 57,80 m auch im Diskusbewerb. Anschließend belegte er bei den U18-Weltmeisterschaften in Nairobi mit 19,06 m den fünften Platz im Kugelstoßen und gelangte mit dem Diskus mit 53,02 m auf Rang zwölf. Im Jahr darauf belegte er bei den U20-Balkan-Hallenmeisterschaften in Sofia mit 16,04 m den sechsten Platz im Kugelstoßen und im Juni gewann er bei den U20-Balkan-Meisterschaften in Istanbul mit 50,95 m die Bronzemedaille mit dem 1,75-kg-Diskus und belegte mit der 6-kg-Kugel mit 18,43 m den sechsten Platz. Anschließend schied er bei den U20-Weltmeisterschaften in Tampere mit 17,62 m in der Qualifikationsrunde aus. 2019 gewann er bei den U20-Balkan-Hallenmeisterschaften in Istanbul mit 18,51 m die Silbermedaille im Kugelstoßen und im Juli sicherte er sich bei den U20-Balkan-Meisterschaften in Cluj-Napoca mit 18,85 m ebenfalls die Silbermedaille und belegte mit 52,84 m den vierten Platz im Diskuswurf. Daraufhin gelangte er bei den U20-Europameisterschaften in Borås mit 18,31 m auf den zwölften Platz im Kugelstoßen und verpasste im Diskusbewerb mit 50,42 m den Finaleinzug.
2021 schied er bei den U23-Europameisterschaften in Tallinn mit 16,59 m in der Qualifikationsrunde im Kugelstoßen aus und 2023 gelangte er bei den Balkan-Meisterschaften in Kraljevo mit 16,84 m auf den zehnten Platz. Im Jahr darauf belegte er bei den Balkan-Hallenmeisterschaften in Istanbul mit 18,12 m den fünften Platz und im Mai wurde er bei den Freiluft-Balkan-Meisterschaften in Izmir mit 17,73 m Neunter. 2025 belegte er bei den Balkan-Hallenmeisterschaften in Belgrad mit 18,69 m den achten Platz.
In den Jahren 2017 und 2018 wurde Štitkovac bosnisch-herzegowinischer Meister im Diskuswurf.

## Persönliche Bestweiten
- Kugelstoßen: 19,48 m, 1. Mai 2024 in Bar
- Diskuswurf: 52,13 m, 30. Mai 2021 in Sarajevo